# منتخب سريلانكا لكأس فيد
منتخب سريلانكا لكأس فيد هو ممثل سريلانكا الرسمي في كرة المضرب في كأس فيد
.